# Diplazium chimborazense
Diplazium chimborazense är en majbräkenväxtart som först beskrevs av Richard Spruce och som fick sitt nu gällande namn av Hermann Christ.
Diplazium chimborazense ingår i släktet Diplazium och familjen Athyriaceae. Inga underarter finns listade i Catalogue of Life.